# Leonardo Pais
Leonardo Pais, vollständiger Name Leonardo Javier Pais Corbo, (* 7. Juli 1994 in Minas) ist ein uruguayischer Fußballspieler.

## Karriere

### Verein
Der 1,82 Meter große Mittelfeldakteur Pais spielte anfangs für Defensor Sporting. In Apertura und Clausura der Saison 2012/13 wurde er zehnmal in der Primera División eingesetzt. In der Spielzeit 2013/14 lief er 13 weitere Male in der Primera División auf. Dabei erzielte er zwei Treffer. Auch wurde er achtmal in der Copa Libertadores 2014 eingesetzt und traf im Wettbewerb einmal ins gegnerische Tor. In der Saison 2014/15 wurde er in drei Erstligaspielen (kein Tor) eingesetzt. Es folgten in der Spielzeit 2015/16 – jeweils ohne persönlichen Torerfolg – sieben weitere Erstligaeinsätze und vier in der Copa Sudamericana 2015. Ende August 2016 schloss er sich dem Zweitligisten Club Atlético Torque an. Dem Klub blieb er treu bis Saisonende 2018. 2019 wechselte er zunächst zum FC Juárez und anschließend zu Liverpool Montevideo. Nachdem Pais von Februar 2020 bis März 2022 für die Montevideo Wanderers antrat, ging er zur Austragung der Série B 2022 zum brasilianischen Zweitligisten Cruzeiro Belo Horizonte. Anfang November des Jahres konnte er mit dem Klub die Meisterschaft in der Série B 2022 feiern.
Mit Auslaufen seines Vertrages im Dezember gab der Spieler bekannt, dass es keine Vertragsverlängerung geben werde. Pais kehrte in seine Heimat zu den Wanderers zurück. 2024 wechselte er zum chilenischen Erstligisten Deportes Copiapó.

### Nationalmannschaft
Pais debütierte am 28. Oktober 2008 unter Trainer Fabián Coito beim Torneo Val de Marne im Spiel gegen Frankreich in der uruguayischen U-15-Nationalmannschaft. Mit der Auswahl, in der er insgesamt 19 Länderspiele (zwei Tore) absolvierte, nahm er an der in Bolivien ausgetragenen U-15-Südamerikameisterschaft 2009 teil. Auch war er Mitglied in der U-17 seines Heimatlandes. Dort bestritt er ab seinem Debüt am 23. Juni 2010 beim 2:1-Sieg gegen die chilenische Elf im Rahmen des Torneo Diario La Voz del Interior insgesamt 35 Länderspiele (zwei Tore). Er war Mitglied des Aufgebots Uruguays bei der U-17-Südamerikameisterschaft 2011 in Ecuador und der U-17-Weltmeisterschaft 2011 in Mexiko. Bei der WM lief er in sieben Turnier-Partien auf, erzielte einen Treffer und wurde Vizeweltmeister. Am 5. Oktober 2011 setzte Juan Verzeri ihn gegen Argentinien erstmals in der Panamerika-Auswahl (U-22) Uruguays ein. Mit dieser nahm er sodann an den Panamerikanischen Spielen 2011 teil und gewann mit dem Team die Bronzemedaille. Insgesamt bestritt er drei Länderspiele (kein Tor) in der Panamerika-Auswahl. In der U-20-Nationalmannschaft kam er sodann, ebenfalls unter Trainer Juan Verzeri, erstmals am 6. Juni 2012 in der mit 4:2 gewonnenen Partie gegen die USA zum Einsatz. Pais gehörte dem Aufgebot der uruguayischen U-20-Auswahl bei der U-20-Südamerikameisterschaft 2013 in Argentinien an und er bestritt während des Turniers sieben Partien. Im Juli 2013 wurde er sodann bei der U-20-Weltmeisterschaft 2013 in der Türkei Vizeweltmeister mit Uruguay. Pais wurde in sieben Spielen bei der WM eingesetzt, sechsmal davon in der Startelf.

### Erfolge
Nationalmannschaft
- Bronzemedaille Panamerikanische Spiele 2011
- U-17-Vize-Südamerikameister 2011
- U-17-Vize-Weltmeister 2011
- U-20-Vize-Weltmeister 2013

Cruzeiro
- Campeonato Brasileiro de Futebol – Série B: 2022